# Diana, Princess of Wales Memorial Playground
O Diana, Princess of Wales Memorial Playground, ou simplesmente Diana Memorial Playground, é um playground memorial em homenagem a Diana, Princesa de Gales. Ele está localizado em Kensington Gardens no Borough Real de Kensington e Chelsea, em Londres.

## Descrição

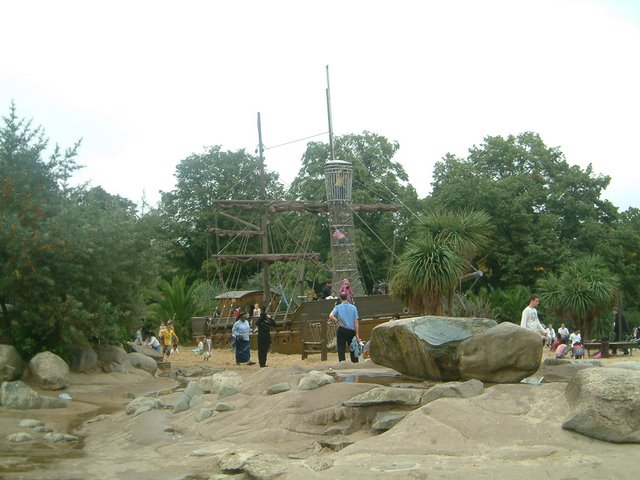
Navio de pirata no Diana Memorial Playground.

O espaço foi erguido após a morte de Diana por £ 1,7 milhões ou £ 1,25 milhões (com a construção do Diana Memorial Walk, o custo total do projeto é de £ 3 milhões) pela Timberplay. As obras de construção foram iniciadas em janeiro de 2000. Domenica Lawson, afilhada da Princesa de Gales, também apareceu na abertura oficial em 30 de junho de 2000.
Ele está localizado no local do antigo Peter Pan Playground, que foi fundado em 1906 e financiado por J. M. Barri (o autor de Peter Pan nos Jardins de Kensington), mas é maior e mais extenso do que o original. Os autores do local imitaram o mundo retratado nas histórias de Peter Pan. Consiste em um grande navio pirata, um crocodilo artificial e fontes. Ele está localizado no canto noroeste de Kensington Gardens, perto da antiga residência da princesa no Palácio de Kensington. É adjacente ao Broad Walk of Kensington Gardens.

## Conquistas
Todos os anos, o playground é usado por mais de um milhão de pessoas e mais de 3.000 crianças por semana. O Diana Memorial Playground foi incluído na lista dos 12 melhores playgrounds do mundo de acordo com a National Geographic. Ele também recebeu o Prêmio Civic Trust em 2002.